# گری فیتزپاتریک
گری فیتزپاتریک (انگلیسی: Gary Fitzpatrick؛ زادهٔ ۵ اوت ۱۹۷۱) بازیکن فوتبال اهل بریتانیا است.
از باشگاه‌هایی که در آن بازی کرده‌است می‌توان به باشگاه فوتبال نانیتون تاون، باشگاه فوتبال تلفورد یونایتد، و باشگاه فوتبال لستر سیتی اشاره کرد.